# کرولتون (تگزاس)
کرولتون، تگزاس(به انگلیسی: Carrollton, Texas) شهری در ایالت تگزاس از ایالات جنوبی ایالات متحده آمریکا است. این شهر قسمتی از کلان‌شهر دالاس-فورت وورث است. در سرشماری سال ۲۰۰۰، جمعیت این شهر ۱۲۹۲۰۹ نفر اعلام شد.